# 本小鳳尾蘚
本小鳳尾蘚（学名：Fissidens bryoides）为鳳尾蘚科鳳尾蘚屬下的一个种。

## 扩展阅读
- 維基物種上的相關：本小鳳尾蘚